# ペンシルバニア鉄道H6形蒸気機関車
ペンシルバニア鉄道H6形蒸気機関車（英語: Pennsylvania Railroad's class H6）は、1899年から1913年にかけて製造されペンシルバニア鉄道（PRR）で運用されたテンダー式蒸気機関車である。仕様の違いにより幾つかの形式に分かれるが、全て本項にて記述する。

## 概要
H6形蒸気機関車は軸配置が2-8-0のコンソリデーション形貨物用機関車で、最多生産数である2,032両が製造された。前述の通り仕様の差異により三つの形式に分かれる。
| 形式 | 火室   | 火格子 | 引張力 | 動輪径   | #製造数 | 製造年  |
| ---- | ------ | ------ | ------ | -------- | ------- | ------- |
| H6   | 狭火室 | 33.3   | 42717  | 56インチ | 189     | 1899-01 |
| H6a  | 広火室 | 49     | 42168  | 56インチ | 1242    | 1901-05 |
| H6b  | 広火室 | 49     | 42168  | 56インチ | 603     | 1905-13 |

1920年代にはいると、H6a形及びH6b形の699両が過熱式に改造すると共に、シリンダー径を22inから23inに改造、H6sa形とH6sb形に改番となった。
H6形は幹線、閑散線の貨物列車や入換用として幅広く使用され、急勾配区間では重連や三重連で長大貨物列車の牽引もしばしば見られた。
正確な資料がないので明らかではないが、1938年頃南満州鉄道が中古のH6sb形を30両輸入、ソリサ形として運用したといわれている。ペンシルベニア鉄道から来たコンソリデーション形なので、通称ペンソリといわれた。中華人民共和国成立後KD10型と改番された。

## 保存機
1905年にボールドウィンで製造されたH6sb形のPRR2846号機がペンシルベニア鉄道博物館にその他のH形蒸機と共に保存されており、1979年にコンソリデーション形貨物用機関車 2846号機としてアメリカ合衆国国家歴史登録財に登録された。

## 参考資料
1. 1 2 3 4 5  Pennsylvania Railroad. “PRR H6b 2-8-0 Steam Loco”. PRR.Railfan.net. 2008年1月2日閲覧。
2. ↑  “Motive Power Roster Steam Locomotives: 24”.   Railroad Museum of Pennsylvania. 2013年7月3日時点のオリジナルよりアーカイブ。2010年1月27日閲覧。
3. ↑  National Park Service (13 March 2009). "National Register Information System". National Register of Historic Places. National Park Service. {{cite web}}: Cite webテンプレートでは|access-date=引数が必須です。 (説明)
4. ↑  Staufer, Alvin F., Edson, D. William, and Harley, E. Thomas. Pennsy Power lll. Staufer. ISBN 0-944513-10-7
5. ↑  Westing, Fred. Pennsy Steam and Semaphres. Superior Publishing ISBN 0-517-369559